# Soulanges (circonscription provinciale)
Pour les articles homonymes, voir Soulanges.
Circonscription électorale provinciale du Canada
Soulanges est une circonscription électorale provinciale du Québec créée en 2001. Elle est située dans la municipalité régionale de comté de Vaudreuil-Soulanges dans la région administrative de la Montérégie. Elle est nommée en l'honneur du seigneur Pierre-Jacques Joybert de Soulanges, propriétaire de la seigneurie de Soulanges, en rappel de sa seigneurie en Champagne en France. 

## Histoire
Le district électoral de Soulanges est créé une première fois en 1853, détaché de celui de Vaudreuil. Il s'agissait alors de districts électoraux de l'Assemblée législative de la province du Canada. Lors de la Confédération en 1867, le district devient un des 65 districts électoraux initiaux de la province de Québec.
En 1939, le district de Soulanges est fusionné avec celui de Vaudreuil pour créer le district de Vaudreuil-Soulanges. En 1988 une nouvelle réorganisation crée les circonscriptions de Vaudreuil et de Salaberry-Soulanges.
La circonscription électorale de Soulanges est créée de nouveau en 2001. Elle est formée d'une partie des anciens territoires des circonscriptions de Salaberry-Soulanges et de Vaudreuil. Le territoire de la nouvelle circonscription de Soulanges est plus vaste que l'ancien district du même nom puisqu'à celui-ci il ajoute plusieurs municipalités comprises dans l'ancien district de Vaudreuil, les deux plus populeuses étant Saint-Lazare et Rigaud. En 2017 on ajoute à Soulanges la municipalité de Hudson, auparavant dans Vaudreuil.

## Territoire et limites
La circonscription actuelle se situe sur la presqu'île de Vaudreuil-Soulanges, entièrement dans la municipalité régionale de comté du même nom. Elle est bornée au sud par le fleuve Saint-Laurent, au nord par la rivière des Outaouais, à l'ouest par la frontière ontarienne et à l'est par la circonscription de Vaudreuil. Elle se trouve voisine des circonscriptions de Beauharnois, d'Huntingdon sur la rive droite du Saint-Laurent et d'Argenteuil sur la 
rive gauche de l'Outaouais. Elle comprend les municipalités suivantes, du nord-ouest au sud-est : Pointe-Fortune, Rigaud, Très-Saint-Rédempteur, Sainte-Marthe, Saint-Lazare, Sainte-Justine-de-Newton, Saint-Clet, Saint-Télesphore, Saint-Polycarpe, Rivière-Beaudette, Saint-Zotique, Les Coteaux, Coteau-du-Lac, Les Cèdres, Pointe-des-Cascades et Hudson.

## Liste des députés

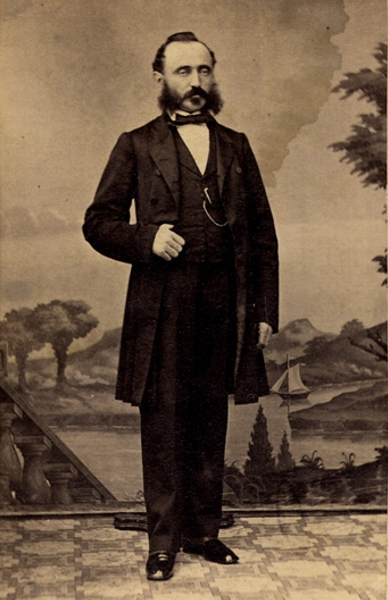
William Duckett est député de Soulanges de 1878 à 1886 pour le Parti Conservateur du Québec

| Années | Années      | Député                                                    | Parti           |
| ------ | ----------- | --------------------------------------------------------- | --------------- |
|        | 1867 - 1871 | Dominique-Amable Coutlée                                  | Conservateur    |
|        | 1871 - 1875 | Georges-Raoul-Léotale-Guichart-Humbert Saveuse de Beaujeu | Conservateur    |
|        | 1875 - 1878 | Georges-Raoul-Léotale-Guichart-Humbert Saveuse de Beaujeu | Conservateur    |
|        | 1878 - 1881 | William Duckett                                           | Conservateur    |
|        | 1881 - 1886 | William Duckett                                           | Conservateur    |
|        | 1886 - 1890 | Avila-Gonzague Bourbonnais                                | National        |
|        | 1890 - 1892 | Avila-Gonzague Bourbonnais                                | National        |
|        | 1892 - 1897 | Avila-Gonzague Bourbonnais                                | Libéral         |
|        | 1897 - 1900 | Avila-Gonzague Bourbonnais                                | Libéral         |
|        | 1900 - 1902 | Avila-Gonzague Bourbonnais                                | Libéral         |
|        | 1902 - 1904 | Arcade-Momer Bissonnette                                  | Conservateur    |
|        | 1904 - 1908 | Joseph-Octave Mousseau                                    | Libéral         |
|        | 1908 - 1912 | Joseph-Octave Mousseau                                    | Libéral         |
|        | 1912 - 1914 | Joseph-Octave Mousseau                                    | Libéral         |
|        | 1916 - 1919 | Avila Farand                                              | Libéral         |
|        | 1919 - 1923 | Avila Farand                                              | Libéral         |
|        | 1923 - 1927 | Joseph-Arthur Lortie                                      | Conservateur    |
|        | 1927 - 1931 | Avila Farand                                              | Libéral         |
|        | 1931 - 1935 | Avila Farand                                              | Libéral         |
|        | 1935 - 1936 | Avila Farand                                              | Libéral         |
|        | 1936 - 1939 | Édouard Leduc                                             | Union nationale |

| Années | Années      | Député           | Parti            |
| ------ | ----------- | ---------------- | ---------------- |
|        | 2003 - 2007 | Lucie Charlebois | Libéral          |
|        | 2007 - 2008 | Lucie Charlebois | Libéral          |
|        | 2008 - 2012 | Lucie Charlebois | Libéral          |
|        | 2012 - 2014 | Lucie Charlebois | Libéral          |
|        | 2014 - 2018 | Lucie Charlebois | Libéral          |
|        | 2018 - 2022 | Marilyne Picard  | Coalition avenir |
|        | 2022 - ...  | Marilyne Picard  | Coalition avenir |

## Résultats électoraux
|                                                                                               | Nom                        | Parti            | Nombre de voix | %      | Maj.  |
| --------------------------------------------------------------------------------------------- | -------------------------- | ---------------- | -------------- | ------ | ----- |
|                                                                                               | Marilyne Picard (sortante) | Coalition avenir | 17 114         | 42,6 % | 8 353 |
|                                                                                               | Catherine St-Amour         | Libéral          | 8 761          | 21,8 % | -     |
|                                                                                               | Éloïse Coulombe            | Conservateur     | 5 006          | 12,5 % | -     |
|                                                                                               | Sophie Samson              | Québec solidaire | 4 353          | 10,8 % | -     |
|                                                                                               | Samuel Patenaude           | Parti québécois  | 4 124          | 10,3 % | -     |
|                                                                                               | Kristian Solarik           | Vert             | 795            | 2 %    | -     |
| Total                                                                                         | Total                      | Total            | 40 153         | 100 %  |       |
| Le taux de participation lors de l'élection était de 67,4 % et 506 bulletins ont été rejetés. |                            |                  |                |        |       |

|                                                                                               | Nom                         | Parti               | Nombre de voix | %      | Maj.  |
| --------------------------------------------------------------------------------------------- | --------------------------- | ------------------- | -------------- | ------ | ----- |
|                                                                                               | Marilyne Picard             | Coalition avenir    | 15 307         | 39,2 % | 2 142 |
|                                                                                               | Lucie Charlebois (sortante) | Libéral             | 13 165         | 33,7 % | -     |
|                                                                                               | Maxime Larue-Bourdages      | Québec solidaire    | 4 508          | 11,6 % | -     |
|                                                                                               | Samuelle D.-Henry           | Parti québécois     | 4 001          | 10,3 % | -     |
|                                                                                               | Bianca Jitaru               | Vert                | 729            | 1,9 %  | -     |
|                                                                                               | Etienne Madelein            | NPD Québec          | 424            | 1,1 %  | -     |
|                                                                                               | Felice Trombino             | Conservateur        | 322            | 0,8 %  | -     |
|                                                                                               | Dominik Prud'homme          | Citoyens au pouvoir | 292            | 0,7 %  | -     |
|                                                                                               | Jean-Patrick Berthiaume     | Bloc pot            | 205            | 0,5 %  | -     |
|                                                                                               | Patrick Marquis             | Équipe autonomiste  | 65             | 0,2 %  | -     |
| Total                                                                                         | Total                       | Total               | 39 018         | 100 %  |       |
| Le taux de participation lors de l'élection était de 70,3 % et 551 bulletins ont été rejetés. |                             |                     |                |        |       |

|                                                                                                 | Nom                        | Parti            | Nombre de voix | %      | Maj.  |
| ----------------------------------------------------------------------------------------------- | -------------------------- | ---------------- | -------------- | ------ | ----- |
|                                                                                                 | Lucie Charlebois (sortant) | Libéral          | 18 925         | 54,4 % | 7 923 |
|                                                                                                 | Marie-Louise Séguin        | Parti québécois  | 11 002         | 31,6 % | -     |
|                                                                                                 | Andrée Bessette            | Québec solidaire | 3 425          | 9,8 %  | -     |
|                                                                                                 | Patricia Domingos          | Parti équitable  | 961            | 2,8 %  | -     |
|                                                                                                 | Patrick Marquis            | Option nationale | 478            | 1,4 %  | -     |
| Total                                                                                           | Total                      | Total            | 34 791         | 100 %  |       |
| Le taux de participation lors de l'élection était de 74,9 % et 1 429 bulletins ont été rejetés. |                            |                  |                |        |       |

|                                                                                             | Nom                        | Parti            | Nombre de voix | %      | Maj.  |
| ------------------------------------------------------------------------------------------- | -------------------------- | ---------------- | -------------- | ------ | ----- |
|                                                                                             | Lucie Charlebois (sortant) | Libéral          | 12 795         | 35 %   | 1 514 |
|                                                                                             | André Bouthillier          | Parti québécois  | 11 281         | 30,9 % | -     |
|                                                                                             | Mario Gagnier              | Coalition avenir | 10 234         | 28 %   | -     |
|                                                                                             | Andrée Bessette            | Québec solidaire | 1 323          | 3,6 %  | -     |
|                                                                                             | Frédéric Roy               | Option nationale | 495            | 1,4 %  | -     |
|                                                                                             | Patricia Domingos          | Indépendant      | 378            | 1 %    | -     |
| Total                                                                                       | Total                      | Total            | 36 506         | 100 %  |       |
| Le taux de participation lors de l'élection était de 79 % et 473 bulletins ont été rejetés. |                            |                  |                |        |       |